# Sándor Vándor

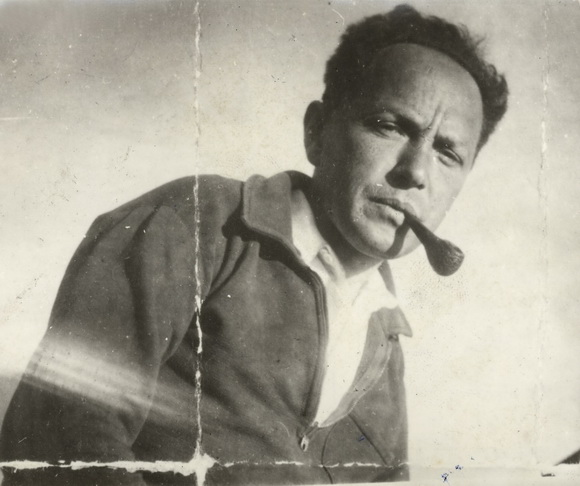
Sándor Vándor (ohne Jahr)

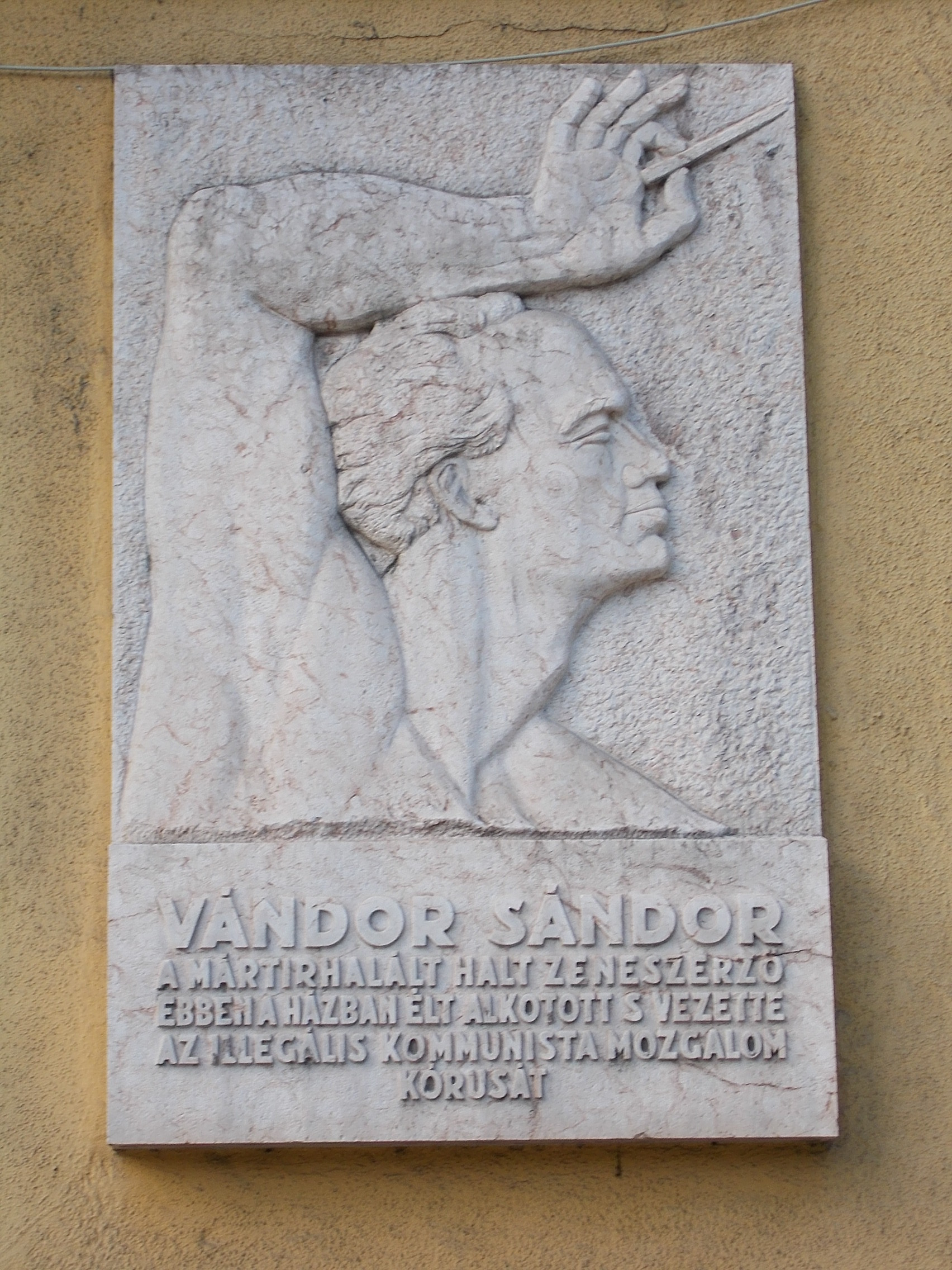
Relief in Budapest

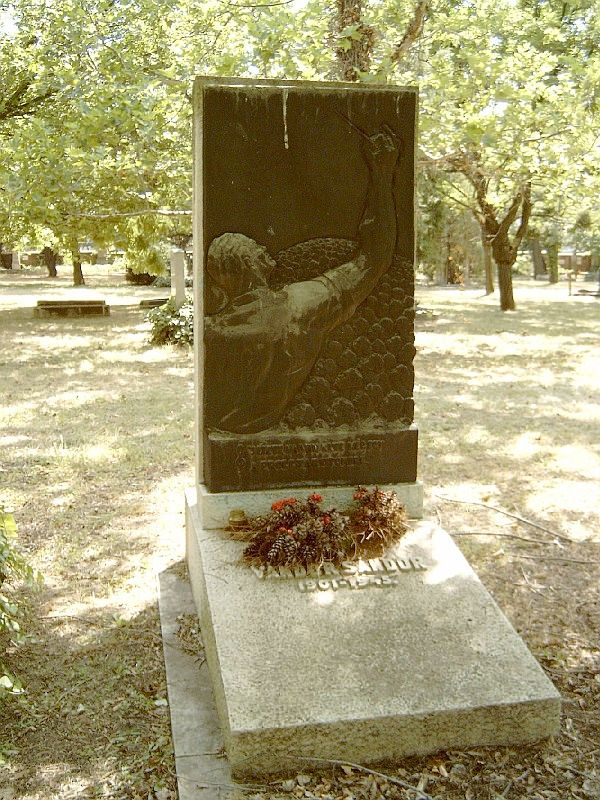
Grabmal von Aladár Farkas auf dem Kerepesi temető

Sándor Vándor (geboren 28. Juli 1901, Miskolc, Österreich-Ungarn; gestorben 14. Januar 1945, Sopron) war ein ungarischer Komponist und  Dirigent. 

## Leben
Alexander Venetianers jüdischer Name wurde zu Vándor magyarisiert.
Vándor floh nach der Niederschlagung der Ungarischen Räterepublik 1920 nach Berlin. Er studierte dort und ab 1921 am Konservatorium Leipzig bei Paul Graener und ging 1924 als Opernkorrepetitor nach Italien. 1932 kehrte er nach Ungarn zurück, wo er in Sopron als Repetitor und Operndirigent arbeitete. 
Vándor komponierte Kammermusik und Orchestermusik in Anlehnung an Béla Bartók und Zoltán Kodály. Seine zweite Oper blieb unvollendet. Er vertonte Gedichte von Attila József und Endre Ady. Vándor leitete Arbeiterchöre und komponierte Chormusik.  
Im Jahr 1940 wurde er als Jude zur Zwangsarbeit in der Karpatenukraine herangezogen.  1944 wurde er als Jude erneut verhaftet und starb Anfang 1945 in Haft.
In Sopron ist eine Straße im Industriegebiet der Stadt nach ihm benannt; sie führt unter anderem an der lokalen Brauerei vorbei.

## Werke
- Orchestermusik (Magyar szerenád, 1935)
- Streichquartett, Sonaten
- Klavierwerke (A gép, 1932 = Die Maschine, 1934 prämiert)
- Oper (Doktor Kiss Álmos, 1942)
- Kantaten (Detestatio belli, 1939; Külvárosi éj, 1939; A város peremén, 1941)
- Chorwerke (Endre Ady: Felszállott a páva, 1932; Attila József: Tiszta szívvel, 1937; Fiatal asszonyok éneke, 1937; Medvetánc, 1938; Mondd, mit érlel…, 1938; Munkások, 1939; Vigasz, 1939; Fiatal életek indulója, 1939; Dúdoló, 1940; Sándor Petőfi: Feltámadott a tenger, 1941)
- Volkslieder

Aufnahmen
- In memoriam Hungarian composers, victims of the Holocaust. Budapest : Hungaroton Classic, 2008 (Die CD enthält Werke von László Weiner; Pál Budai; Sándor Kuti; Gyrogy Justus; Elemér Gyulai; Sándor Vándor) WorldCat